# Gir lingüístic

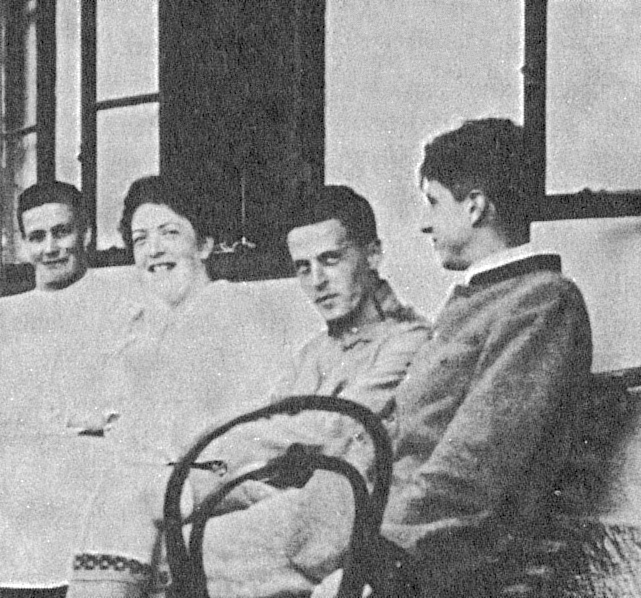
Ludwig Wittgenstein, un dels principals autors del concepte filosòfic.

El Gir lingüístic va ser un gran avenç en la filosofia occidental a començaments del segle xx, la característica més important del qual és l'enfocament de la filosofia i les altres humanitats principalment en relació entre la filosofia i el llenguatge.
Els moviments intel·lectuals molt diferents es van associar amb «el gir lingüístic», encara que el terme en si mateix es creu comunament popularitzat per l'antologia de Richard Rorty, The Linguistic Turn, de 1967, en què es pren com gir cap a la filosofia lingüística. Segons Rorty, qui més tard es va dissociar de la filosofia lingüística i la filosofia analítica en general, la frase «el gir lingüístic» es va originar amb el filòsof Gustav Bergmann.
El gir lingüístic també va tenir les seues conseqüències en les ciències socials, sobretot de la mà de l'antropòleg estructuralista Levi-Strauss.

## El gir lingüístic en filosofia
Diversos moviments filosòfics sovint condueixen a la noció que el llenguatge «constitueix» la realitat, una posició contrària a la intuïció i la major part de la tradició occidental de la filosofia. La visió tradicional —el que Derrida va nomenar el nucli «metafísic» del pensament occidental— va veure les paraules com a etiquetes funcionals unides als conceptes. D'acord amb aquest punt de vista, per exemple amb la paraula "cadira", hi ha alguna cosa així com «la cadira real», que existeix en alguna realitat externa i correspon més o menys amb un concepte en el pensament humà, la cadira a la qual es refereix la paraula lingüística «cadira». Tanmateix, el fundador de l'estructuralisme, Ferdinand de Saussure, va sostenir que les definicions de conceptes no poden existir independentment d'un sistema lingüístic definit per la diferència. O, per dir-ho d'una altra manera, que un concepte d'alguna cosa no pot existir sense ésser nomenat. Per tant, les diferències entre els significats estructuren la nostra percepció; no hi ha una "cadira real" excepte en la mesura en la qual estem manipulant sistemes simbòlics. Ni tan sols podríem reconèixer una cadira com una cadira sense reconèixer simultàniament que una cadira no és tot el restant que no son cadires; en altres paraules, una cadira es defineix com una col·lecció específica de característiques que alhora es defineixen d'una certa manera, i així successivament, i tot això dintre del sistema simbòlic del llenguatge. Per tant, una gran part del que pensem com a "realitats", en realitat son una convenció de "nomenar" i "caracteritzar", mitjançant una convenció que alhora es diu llenguatge.
En la tradició de la filosofia analítica, segons Michael Dummett, el gir lingüístic va prendre forma per primera vegada a l'obra The Foundations on Arithmetic, de Gottlob Frege, de 1884, específicament al paràgraf 62, on Frege explora la identitat d'una proposició numèrica. Aquesta preocupació per la lògica de les proposicions i la seva relació amb «els fets» va ser represa més tard pel notable filòsof analític Bertrand Russell en «Sobre la denotació», i va tenir un paper important en el seu primerenc treball d'atomisme lògic.
Ludwig Wittgenstein, un associat de Russell, va ser un dels progenitors del gir lingüístic. Això es desprèn de les seves idees en el seu Tractatus logico-philosophicus, en què els problemes filosòfics sorgeixen d'un malentès de la lògica del llenguatge. També dels seus comentaris sobre els jocs del llenguatge en el seu treball posterior, les Investigacions filosòfiques, on s'aparta significativament dels principis comuns de la filosofia analítica, i podria considerar-se que té cert ressò en la tradició postestructuralista. En la filosofia analítica, un dels resultats del gir lingüístic va ser un enfocament creixent en la filosofia del llenguatge i la del llenguatge ordinari. Més endavant, al segle xx, filòsofs com a Saul Kripke a Naming and Necessity van treure conclusions metafísiques de l'anàlisi detallat del llenguatge.
Va ser decisiu per al gir lingüístic en les humanitats les obres de la tradició de l'estructuralisme de Ferdinand de Saussure i el moviment resultant del postestructuralisme. Els teòrics influents inclouen Judith Butler, Luce Irigaray, Julia Kristeva, Michel Foucault i Jacques Derrida. El poder del llenguatge en el discurs històric, més específicament d'uns certs trops retòrics, va ser explorat per Hayden White. El fet que el llenguatge no sigui un medi transparent de pensament, ha estat emfasitzat per una forma molt diferent de filosofia del llenguatge, que es va originar en les obres de Johann Georg Hamann i Wilhelm von Humboldt.

## El gir lingüístic en les ciències socials
El "gir lingüístic" de les ciències socials és un fenomen cultural que trenca amb la tradició filosòfica que defensa que el llenguatge és l'exteriorització del pensament. Apareix una creixent fonamentació en el llenguatge, i això fa que es deixi enrere el funcionalisme, un corrent teòric en les ciències socials on la seva perspectiva d’anàlisi de la societat és aquesta com a sistema de subsistemes, i es passi a l'estructuralisme, el qual té com a objecte d'estudi un sistema dividit en elements que es relacionen entre si. Per tant, cal estudiar aquestes relacions, i com afecten a la globalitat, que adquireix un significat més enllà de la suma de les parts.
L’impacte del gir lingüístic s'ha anat forjant de forma progressiva, donant-se al llarg de diferents períodes. Per tant, aquest impacte no ha estat igualtat en intensitat, ja que depèn del període i la ciència humana o social, ha estat més o menys notori. A partir de 1945, a Europa després de la Segona Guerra Mundial, comencen a tenir una major influència els moviments socials crítics i la intel·lectualitat marxista. És en aquest moment en què l'estructuralisme de Lévi-Strauss agafa més força sobre el funcionalisme nord-americà, que dominava fins aleshores.

### Gir lingüístic
S'introdueix el model de referència en el funcionalisme nord-americà, el qual feia una modificació en el fonament de la biologia pel fonament en la lingüística. Existeixen girs lingüístics diferents, entre els quals en destaquen tres: analític, pragmàtic i hermenèutic. Aquests es diferencien perquè tenen maneres diferents d’entendre-ho: l'ontologia i el que és real; la noció del llenguatge i la seva relació amb el món; i la finalitat de la filosofia, la manera de treballar i les seves conseqüències.

##### Analític
En l'àmbit ontològic i el que és real, el model analític defensa que l’ésser humà és, per naturalesa, racional i que fa un ús del llenguatge lògic. A més entén que el món físic és superior al món objectiu. Pel que fa al llenguatge, aquest defensa la prioritat del llenguatge descriptiu i assertiu. Defensa que el llenguatge ordinari és confús, i anuncia la necessitat d’un llenguatge lògicament perfecte que sigui el mirall de l'estructura del món, anomenat privat o solipsisme. D’una banda, la missió i el mètode que cal utilitzar ha de ser mitjançant l'anàlisi i la descomposició del llenguatge ordinari i del filosòfic (metafísic, ètic, estètic, psicològic, sociològic, etc.) per poder mostrar la seva estructura lògica i poder verificar les seves afirmacions. D’altra banda, cal separar el discurs amb sentit (científic) del discurs buit o sense sentit (pseudos-coneixements, creences i opinions). Així doncs, com a conseqüència es considera que existeix un llenguatge vertader i privilegiat, anomenat llenguatge lògic-matemàtic; es considera l'existència d’un sol coneixement vertader, el científic. Amb tot això s'estableixen dos tipus de sabers, les ciències exactes o científiques (guiades per la recerca); i les ciències humanes o “de l'esperit” (guiades per les creences, les quals no obtenen veritats).

##### Pragmàtic
Pel que fa a l’ontologia i el que es considera real aquest segon gir defensa que l’ésser humà és un ésser social amb llenguatges apresos o convencionals. A més, assegura la superioritat del món físic vers el món objectiu. Des del punt de vista pragmàtic, tot coneixement és intersubjectiu i social. Així doncs, el llenguatge és sempre social, no en pot existir un de privat. A més no existeix cap llenguatge privilegiat, són tots més o menys adequats, de manera que donen expressió a unes formes de vida o de pràctiques socials. El llenguatge o els jocs del llenguatge són els mètodes d’expressió de les diferents pràctiques socials o formes de vida. Aquests jocs estan regits per normes gramaticals, la relació entre aquests i la realitat és convencional i aleatòria. Així doncs, tant el llenguatge científic com l’ordinari són només tipus de jocs de llenguatge. La missió i el mètode d’aquest gir és el d’explicitar les normes gramaticals o de joc dels diferents contextos, maneres de viure i jocs del llenguatge per una banda, i per l’altra aclarir l’ús correcte o no d’una expressió lingüística, segons el seu joc del llenguatge i segons les pràctiques socials. Les conseqüències d’aquest pragmatisme són: l'eliminació del privilegi del llenguatge lògic-matemàtic, de manera que només hi ha jocs de llenguatge i interpretacions més o menys adequades i correctes, i s'aconsegueix la superació de la divisió entre ciències exactes i objectives de les ciències humanes o “de l'esperit”.

##### Hermenèutic
En primer lloc el gir hermenèutic garanteix, des del punt de vista de l’ontologia i del que és real, que l’ésser humà és un ésser socio-històric o cultural i salvaguarda la superioritat de la tradició i dels horitzons de significació, de manera que aquests actuen com a marc de constitució del subjecte.
En referència a la noció del llenguatge, l’hermenèutica assegura que aquesta és la pròpia naturalesa de l'ésser humà i que, per tant, la nostra existència es dona en el llenguatge; diu que ser persona és entendre'ns i que ho aconseguim amb i en el llenguatge. L'experiència lingüística construeix la nostra experiència de ser i la nostra manera d'instal·lar-nos en el món, aquest últim o el que considerem real no existeix més enllà de les interpretacions que nosaltres fem, així doncs trobem l'experiència lingüística com a límit. Aquesta, juntament amb la comprensió, no es realitza en el “buit”, es dona en un marc ja creat o de pre-comprensió, basat en els prejudicis i la tradició. De la mateixa manera el significat ve donat per les interpretacions i per la fusió dels horitzons de significació marcat per la tradició i els prejudicis.
El llenguatge no conté només una connotació social, sinó que també en conté una d’històrica, d’aquesta manera no té sentit parlar d’un llenguatge privat, ja que tot llenguatge és socio-històric. Amb tot això es dona un cicle hermenèutic que condiciona la comprensió, aquest està format per passat-present-futur.
Per acabar, l'hermenèutica assegura que el coneixement és intersubjectiu e històric, és interpretatiu i hermenèutic, la qual cosa suposa l’acumulació i la reconsideració de les interpretacions o fusió dels horitzons de significació.
Així doncs la missió i el mètode hermenèutic és el d’interpretar i comprendre els textos, clarificar els prejudicis i revisar el seu paper en les interpretacions, juntament amb la presentació de noves interpretacions més adequades construint així la historia efectual.Les conseqüències d’aquest gir són les mateixes que les del pragmàtic.

### Evolució del Gir Lingüístic

#### Del funcionalisme a l'estructuralisme
El funcionalisme dominant nord-americà passa a tenir menys importància quan l'estructuralisme de Lévi Strauss agafà més força. Això és degut al fet que es dona una major prioritat als significants sobre els significats, la qual cosa és la principal diferència de caràcter relacional de l'estructuralisme; a més del descentrament del subjecte com a focus del món, amb la justificació que som productes de les estructures, per tant no tot gira entorn dels humans.

#### Claude Lévi-Strauss
Claude Lévi-Strauss (Bèlgica 1908 - París 2009) és un antropòleg, un dels intel·lectuals més influents del segle xx, gran figura de la seva disciplina, i fundador de l'antropologia estructural. També va ser l’introductor a les Ciències Socials de l'enfocament estructuralista, basat en la lingüística estructural de Saussure.
En la seva obra Antropologia Estructural (1974) considera la cultura com un sistema de comunicació simbòlica a investigar. És a dir, busca definir els propòsits dels actes i institucions socials. Seguint la influència de Saussure, Lévi-Strauss opta per seguir centrant-se en l’anàlisi de les relacions entre les unitats, posant l'exemple de la família nuclear i extensa, en lloc de les unitats en elles mateixes. Busca simplificar la immensa quantitat de dades empíriques de les anàlisis de diferents pobles, en una sèrie de tipus de relacions universals, de manera que siguin més comprensibles entre les diverses unitats. Això li va permetre poder aplicar lleis predictives d’aquestes relacions.
La seva vida es va veure influenciada per les interpretacions expansives de les teories de Saussure, que contenien ambigüitats des de l’inici, i la seva aplicació a les teories d’àrees fora de la lingüística, com la Sociologia o l’Antropologia, conduïren a dificultats teòriques i la proclamació del final de l'estructuralisme en aquelles disciplines.

#### Relativisme lingüístic
Sapir-Whorf genera una hipòtesi on explica que el llenguatge determina el pensament i les nostres accions. Aquesta, afirma l'existència d’una relació entre les categories gramaticals del llenguatge que una persona utilitza per a parlar i la forma en què l’altra persona entén aquest missatge i el conceptualitza dins del món i el context social on viu. Això marca l’inici de la relativitat lingüística.

#### Interpretació del gir lingüístic
El gir lingüístic de les Ciències socials considera que no hi ha més realitat que la creada per les estructures del llenguatge, donat que treu al subjecte del centre de la realitat. Es posiciona en contra de l'existencialisme i de l’humanisme, puix que proposa la dissolució de l’home com a creador de l’activitat social. Les frases (signes) en què hem estat socialitzats (les estructures) ens creen la il·lusió de ser els actors que modelem l’acció.